# Sindrome dei piedi brucianti
La sindrome dei piedi brucianti, nota anche come sindrome di Grierson-Gopalan, è una condizione medica che causa grave bruciore e dolore ai piedi, iperestesia e alterazioni vasomotorie dei piedi che portano a un'eccessiva sudorazione. Può anche colpire gli occhi, causando scotoma e ambliopia. La condizione si verifica più frequentemente nelle donne e di solito si manifesta quando una persona ha tra i venti ei quarant'anni.

## Sintomi
Il calore bruciante è solitamente limitato alle piante dei piedi, ma può estendersi fino alle caviglie o alla parte inferiore delle gambe di alcuni pazienti. Il bruciore a volte può essere accompagnato da sensazioni di " formicolio " (quindi parestesie) in queste regioni. DI notte i sintomi sono peggiori. Coloro che hanno disturbi psicosomatici a volte mostrano sintomi psicologici insieme al bruciore dei piedi associati alla sindrome. Generalmente non c'è né arrossamento e né intorpidimento della pelle dei piedi durante le sensazioni di calore.

## Cause
La sindrome dei piedi brucianti può essere ereditata o può essere causata dalla pressione esercitata sui nervi. Esistono anche collegamenti tra questa sindrome e malattie come l'ipotiroidismo, il diabete mellito e l'artrite reumatoide; si ritiene inoltre che esistano collegamenti tra questa sindrome e carenze di vitamina B (in particolare acido pantotenico, quindi B5) e l'insufficienza renale. Sembra essere una neuropatia delle piccole fibre.

## Diagnosi
La diagnosi è principalmente clinica. I sintomi sono sensazione di bruciore alle piante dei piedi, a spesso anche alle caviglie e alle gambe. Sono comuni anche la sensazione di formicolio e di puntura di spillo. comune anche l'iperidrosi degli arti inferiori. In alcuni casi l'ipertrofia di una delle gambe si osserva principalmente nelle regioni tropicali dove anche la temperatura esterna è più alta.